# 阿奇 (亞利桑那州)
阿奇（英語：Achi）是位於美國亞利桑那州皮馬縣的一個非建制地區。該地的面積和人口皆未知。

## 地理
阿奇的座標為32°20′40″N 112°00′53″W / 32.34444°N 112.01472°W，而該地的平均海拔高度為536米（即1759英尺）。